# Душегупка
Душегупка, камион-убица је специјално возило намењено за гушење људи које су нацисти користили за масовна убиства током холокауста.
Жртве су гушене у херметички затвореној унутрашњости камиона тако што би се издувни гасови (угљен-моноксид) спроводили у њу. Душегупке су коришћене у логору Хелмно у Пољској и за ликвидацију Јевреја и партизана заточених у београдским логорима. Када је усавршена технологија ефикаснијих гасних комора, нацисти су престали са коришћењем душегупки.

## Историја
Након што је Хајнрих Химлер заједно са Рајхардом Хајдрихом од јесени 1941. године инсистирао на развијању нове технике за уништавање Јевреја, јер у појединим поробљеним земљама укључујући и Србију - јеврејске жене и децу Вермахт није могао масовно стрељати, нити су у догледном времену могли да буду депортовани у Немачку - приступило се изради специјалног гасног возила.
Гасно возило, које је ради камуфлаже у бројним ратним документима, називано посебна кола, специјална кола, С-кола, посебно возило или дезинсекциона кола, имало је за циљ да омогући даље ширење метода убијања отровним гасом која су Немци већ примењивана за појединачна усмрћивања умно и телесно ретардираних људи (такозване, хумане еутаназије), од јесени 1939. у установама за еутаназију применом боце са угљен-моноксидом. Тај гас пуштан је у херметички изоловане кабине у којима је требало угушити људе. Како не би изазвали панику код будућих жртава кабине су камуфлиране као туш-кабине или просторије за инхалацију.
Крајем 1939. године Лангеова специјална команда активирала је прво гасно возило, о чему говори овај цитат,
| „ | За одвођење пацијената довезла је Ландер команда [...] велико, херметички затворено возило налик на шпедитерска кола, испред којег је била прикључена нека вучна машина (тегљач за седла), а на којем је са обе стране било исписано „Кајзерова продавница кафе”. | ” |

У „Кола за кафу”, неку врсту фургона или приколице, пуштан је угљен-моноксид из челичне боце смештене у камиону за вучу. Кола су, дакле, била гасна комора на точковима.
Како је ширење рата на исток Европе дало повода за техничке иновације: при планираном коришћењу гаса за убијање у СССР-у, јавио се проблем транспорт боца са отровним гасом, услед велике раздаљина у тој земљи. Тако су настала новоконструисан возила у којима више нису коришћене боце са отровним гасом, већ издувни гас из ауспуха возила.
Почетком септембра 1941. у Минску и Могиљову вршени су експерименти убијања помоћу гаса из ауспуха, који су предложили експерти за гасове Криминалнотехничког института РСХХ Хејдриха октобра 1941. у коме су захтевали „да се конструише гасно возило у којем би за разлику од досадашњих „Кајзеркафе кола” - камион за вучу, био и извор отровног гаса и са фургоном био споје у једну целину.. Месец дана након овог предлога први пут је „успешно” тестиран нови поступак коришћења гаса из ауспуха реконструисаног камиона у логору Саксенхаузен над совјетским ратним заробљеницима.
Тако је створен прототип гасног возила, на основу кога је израђен велики број других возиле, од којих је децембра 1941. године довезено у Ригу, Хелмно и Полтаву 6 гасних возила која су била допуна стрељачким командама и акционим групама за истребљење Јевреја.
Гушење гасом тако је постала рутинска ствар у немачком логорима.

## Конструкција  и принцип рада
Душегупка је описивана у литератури као теретно возило на платформи камиона Заурер намењеног за око пет до седам тона терета, са две осовине  и бензинским мотором.
Специфичност душегупке је представљао посебно конструисан фургон дуг око пет метара, ширине и висине од око два и по метра кога су представници немачке службе безбедности наручили од фирме Gaubschat Fahrzeugwerke GmbH. Фургон је имао двокрилна врата која су херметички затварана и био је без вентилационих отвора и прозора. Унутрашњост фургона била је обложене поцинкованим лимом,  а на поду се налазила дрвена решетка испод које су биле две металне цеви спојене са још једном попречном цеви. На њима се налазило много отвора пречника пола центиметра у пречнику. Од попречне цеви у отвору пода фургона водило је гумено црево које се завршавало посебном матицом која је одговарала по димензијама навоју направљеном на крају издувне цеви мотора камиона.
Након што је фургон теретног аутомобил био испуњен са око 30-50 људи (мања верзија) или 70-100 људи (већа верзија) возач би, у одговарајућем тренутку вожње према месту на коме су отроване чекале већ ископане раке, заустављао  возило, и вршио прикључење гуменог одводног црева на издувну цев и преко њега удувавао издувне гасове у фургон.

## Душегупке у Београду
Ово возило је први пут довезено из Берлина у Београд у фебруару 1942. да би се отпочело са масовним уништавањем Јевреја у Србији. Одлуку да се пошаље ово возило смрти донео је шеф Полиције безбедности и Службе безбедности Трећег рајха Рајнхард Хајдрих. То је био камион типа „Заурер“ (Saurer) од пет тона који је могао да прими 50-70 жртава. У овом камиону који је у нацистичким документима, називан  „возило за уништавање вашки“ (Entlausungswagen)...након што се ауспух прикључи на товарни део, вожња од 10 до 15 минута је била довољна да усмрти и до 100 људи закључаних у возилу.
Прве жртве су били пацијенти и особље Јеврејске болнице у Београду (у улици Високог Стевана на Дорћолу). Они су погубљени 18. и 19. марта 1942, њих преко 800. Жртве су превожене камионима до Јајинаца, где су биле већ ископане раке, и на том путу биле су усмрћене издувним гасовима из камиона.
Помоћу ових камиона-убица у периоду од почетка априла до краја маја 1942. угушено је око 8.000 Јевреја и 500 партизана у Београду. Жртве су преузимане из логора Сајмиште и Бањица.
Након овог масовног уништавања, генерал Лер је напоменуо да је јеврејско питање решено у Србији, па су се душегупке после овога повукле.